# Dnevnik starog momka
Dnevnik starog momka je enajsti studijski album novosadskega kantavtorja Đorđeta Balaševića, izdan leta 2001.
Album vsebuje samo ljubezenske pesmi, od katerih vsaka nosi žensko ime; med ljudmi so bolj znane po svojih neuradnih imenih. Prve črke pesmi tvorijo akrostih »Olja je najbolja«, ki ga je Balašević posvetil svoji ženi Oliveri.

## Seznam skladb
| Št.             | Naslov                               | Pisec           | Dolžina |
| --------------- | ------------------------------------ | --------------- | ------- |
| 1.              | „Otilija (Lakonoga)‟                 | Đ. Balašević    | 4:41    |
| 2.              | „Ljerka (Korzo)‟                     | Đ. Balašević    | 4:18    |
| 3.              | „Ankica (Još jedan dan bez nje)‟     | Đ. Balašević    | 4:33    |
| 4.              | „Jaroslava (Princezo, javi se)‟      | Đ. Balašević    | 5:02    |
| 5.              | „Eleonora (Na bogojavljensku noć)‟   | Đ. Balašević    | 4:49    |
| 6.              | „Nevena (Sale Nađ)‟                  | Đ. Balašević    | 5:21    |
| 7.              | „Anita (Budimpeštanski sneg)‟        | Đ. Balašević    | 4:06    |
| 8.              | „Julija (Žal za jugom)‟              | Đ. Balašević    | 5:27    |
| 9.              | „Branislava (Patetični bluz)‟        | Đ. Balašević    | 7:00    |
| 10.             | „Ognjena (Malecka)‟                  | Đ. Balašević    | 4:59    |
| 11.             | „Ljudmila (Noć kad je Tisa nadošla)‟ | Đ. Balašević    | 4:30    |
| 12.             | „Anđela (Moja je draga veštica)‟     | Đ. Balašević    | 3:39    |
| Skupna dolžina: | Skupna dolžina:                      | Skupna dolžina: | 58:47   |

## Zasedba
- Đorđe Balašević – vokal
- Aleksandar Dujin – klavir
- Dušan Bezuha – kitara
- Aleksandar Kravić – bas kitara
- Petar Radmilović – bobni
- Đorđe Petrović – klaviatura
- Gabor Bunford – klarinet, saksofon
- Ignac Šen – violina

## Sprejem
Zagrebški Globus je zapisal, da album vsebuje ljubezensko tematiko, nekatere pesmi pa so povezane z jugonostalgijo in avtonomijo Vojvodine. Album je ocenjen s 4 zvezdicami.
Vjesnik je v recenziji zapisal, da album zveni kot satira samega avtorja in da je to ljubezen, ki ostane po vseh političnih zapletih. Album je ocenjen s 3 zvezdicami.
Večernji list je v članku zapisal, da je Balašević za ta album dnevnopolitične teme nadomestil s postulatom "starca", ki je, ko je izgubil vse, ostal sam s svojimi spomini.